# NUDT5
NUDT5 (англ. Nudix hydrolase 5) – білок, який кодується однойменним геном, розташованим у людей на короткому плечі 10-ї хромосоми. Довжина поліпептидного ланцюга білка становить 219 амінокислот, а молекулярна маса — 24 328.
| 10         |  | 20         |  | 30         |  | 40         |  | 50         |
| ---------- |  | ---------- |  | ---------- |  | ---------- |  | ---------- |
| MESQEPTESS |  | QNGKQYIISE |  | ELISEGKWVK |  | LEKTTYMDPT |  | GKTRTWESVK |
| RTTRKEQTAD |  | GVAVIPVLQR |  | TLHYECIVLV |  | KQFRPPMGGY |  | CIEFPAGLID |
| DGETPEAAAL |  | RELEEETGYK |  | GDIAECSPAV |  | CMDPGLSNCT |  | IHIVTVTING |
| DDAENARPKP |  | KPGDGEFVEV |  | ISLPKNDLLQ |  | RLDALVAEEH |  | LTVDARVYSY |
| ALALKHANAK |  | PFEVPFLKF  |  |            |  |            |  |            |

A: Аланін

C: Цистеїн

D: Аспарагінова кислота

E: Глутамінова кислота

F: Фенілаланін

G: Гліцин

H: Гістидин

I: Ізолейцин

K: Лізин

L: Лейцин

M: Метіонін

N: Аспарагін

P: Пролін

Q: Глутамін

R: Аргінін

S: Серин

T: Треонін

V: Валін

W: Триптофан

Кодований геном білок за функціями належить до трансфераз, гідролаз, фосфопротеїнів. 
Задіяний у такому біологічному процесі, як ацетилювання. 
Білок має сайт для зв'язування з іонами металів, іоном магнію, РНК. 
Локалізований у ядрі.